# 小林千寿
小林 千寿（こばやし ちず、1954年（昭和29年）9月28日 - ）は、囲碁の棋士。日本棋院所属、木谷実九段門下、六段。日本棋院常務理事（2010年6月 - 2012年6月、2016年6月 - 現在）。日本将棋連盟非常勤理事（2011年5月〜）。女流選手権戦優勝3連覇、女流鶴聖戦優勝3回など。海外囲碁普及活動を積極的に行っている。小林四姉弟の長子で、孝之準棋士、健二七段、覚九段は弟。娘あり。

## 経歴
長野県松本市に生まれる。4歳で父から囲碁を習う。同時にピアノ、合気道、書道も習ったが、父の熱意で囲碁だけが続けられた。6歳で木谷実の内弟子となる。入門時に「呉清源先生を負かすまでは松本に帰ってきません」と言ったという。しかし両親の心配により、2年後に松本に帰郷し、その後3年間は3人の弟とともに自宅で囲碁を続ける。1966年に全日本女流アマチュア囲碁選手権大会で4位になって、木谷から再入門促す手紙を受け取り、両親とともに上京して、4姉弟は木谷門下となって日本棋院院生となる。当初は土曜木谷会で指導を受けていたが、翌年から内弟子となり、4人で一部屋をあてがわれた。その2年後にはまた通い弟子となる。
1972年に入段、4姉弟では最初の入段となった。1975年三段時に女流選手権戦で挑戦者となり本田幸子に1-2で敗退するが、1976年には2-1で勝って初の女流選手権者となる。以後3連覇するが、1979年に小川誠子にタイトルを奪われる。1978年五段。1989、93、97年には女流鶴聖戦で優勝。
高校卒業後に日本棋院から普及のためにヨーロッパに派遣され、次いで21歳でヨーロッパに3ヶ月、アメリカに半年滞在するなどして英語を覚え、囲碁普及に尽力。ヨーロッパの才能のある子供の日本留学の支援に功績があり、ハンス・ピーチ六段もその一人。活動を支援する組織千寿会も結成されている。2007年には文化庁文化交流使の指名を受ける。2010年に日本棋院常務理事（出版部、海外室）就任し、2012年に退任。2011年5月より、日本将棋連盟非常勤理事に就任。2011年8月に松江観光大使。
2016年6月、日本棋院常務理事（棋戦企画部、2020年東京オリンピック・パラリンピック担当）に就任。

### タイトル歴
- 女流選手権戦 3期（1976-78年）
- 女流鶴聖戦 3期（1989、93、97年）

その他の棋歴
- 女流選手権戦 挑戦者 1975、80年
- 女流本因坊戦 挑戦者 1991年
- 女流鶴聖戦 準優勝 1995年
- 女流棋聖戦 準優勝 1998年

## 著作
- 『女流プロにチャレンジ 実力アマ血涙十戦譜-プロ・アマ読み筋くらべ』（小川誠子と共著）独楽書房 1986年
- 『コミックでおぼえる囲碁』（作画 松田輝一） 日本放送出版協会 1997年